# Gouvernement Aura II
République de Finlande
Karjalainen II Paasio II
Le gouvernement Aura II est le 54ème gouvernement de la République de Finlande, qui a siégé 118 jours du 29 octobre 1971 au 23 février 1972.

## Composition
| Ministre                                                      | Début           | Fin             | Parti | Parti |
| ------------------------------------------------------------- | --------------- | --------------- | ----- | ----- |
| Premier ministre Teuvo Aura                                   | 29 octobre 1971 | 23 février 1972 |       | amm.  |
| Vice-Premier ministre Päiviö Hetemäki                         | 29 octobre 1971 | 23 février 1972 |       | amm.  |
| Vice-Premier ministre Esa Timonen                             | 29 octobre 1971 | 23 février 1972 |       | amm.  |
| Ministre des Affaires étrangères Olavi J. Mattila             | 29 octobre 1971 | 23 février 1972 |       | amm.  |
| Vice-Ministre des Affaires étrangères Reino Rossi             | 29 octobre 1971 | 23 février 1972 |       | amm.  |
| Ministre de la Justice K. J. Lång                             | 29 octobre 1971 | 23 février 1972 |       | amm.  |
| Ministre de l'Intérieur Heikki Tuominen                       | 29 octobre 1971 | 23 février 1972 |       | amm.  |
| Ministre de la Défense Arvo Pentti                            | 29 octobre 1971 | 23 février 1972 |       | amm.  |
| Ministre des Finances Päiviö Hetemäki                         | 29 octobre 1971 | 23 février 1972 |       | amm.  |
| Vice-Ministre des Finances Jorma Uitto                        | 29 octobre 1971 | 23 février 1972 |       | amm.  |
| Ministre de l'Éducation Matti Louekoski                       | 29 octobre 1971 | 23 février 1972 |       | amm.  |
| Vice-Ministre de l'Éducation Jouko Tyyri                      | 29 octobre 1971 | 23 février 1972 |       | amm.  |
| Ministre de l'Agriculture Samuli Suomela                      | 29 octobre 1971 | 23 février 1972 |       | amm.  |
| Ministre des Transports Esa Timonen                           | 29 octobre 1971 | 23 février 1972 |       | amm.  |
| Ministre du Commerce et de l'Industrie Gunnar Korhonen        | 29 octobre 1971 | 23 février 1972 |       | amm.  |
| Vice-Ministre du Commerce et de l'Industrie Taru Rossi        | 29 octobre 1971 | 23 février 1972 |       | amm.  |
| Ministre des Affaires sociales et de la Santé Alli Lahtinen   | 29 octobre 1971 | 23 février 1972 |       | amm.  |
| Ministre des Affaires sociales et de la Santé Gunnar Korhonen | 29 octobre 1971 | 23 février 1972 |       | amm.  |
| Ministre de l'Emploi Keijo Liinamaa                           | 29 octobre 1971 | 23 février 1972 |       | amm.  |